# 芬兰选举

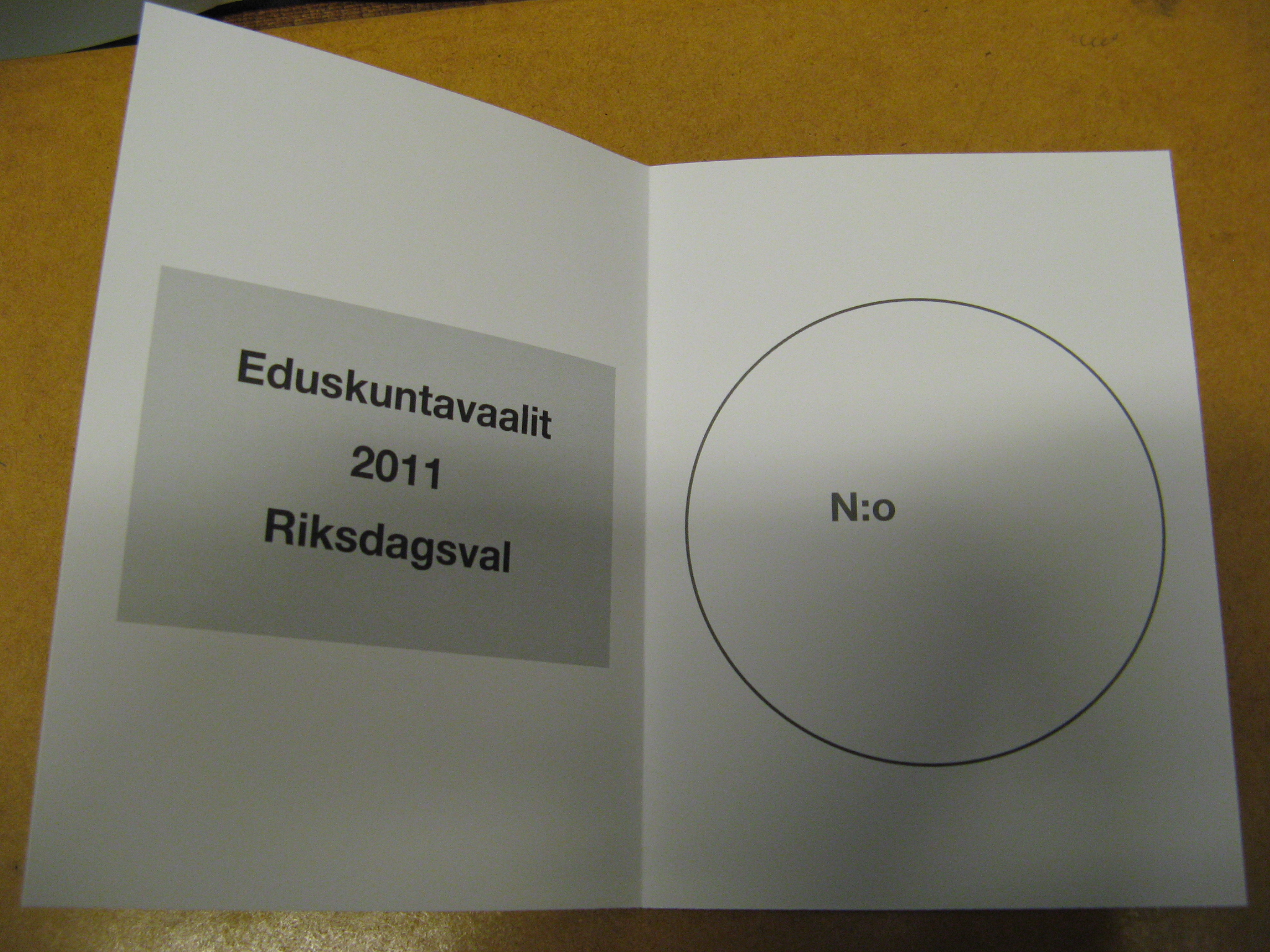
2011年芬兰议会选举时用的选票

芬兰选举有五种选举类型：芬兰总统选举、芬兰议会选举、欧洲议会选举、福利区议会和市镇议会选举。每一个年满18岁的芬兰公民在这些选举中都有投票权。
总统选举每六年举行一次。总统是由公民普选选出的。如果在第一轮的选举中有候选人得到了超过半数的投票，则该候选人当选为芬兰总统。如果无人得到超过半数的投票，则前两名得票最高的候选人进入第二轮选举，得票高者为胜。
芬兰议会选举每四年举行一次，采用分选区、每个选区有多个席位的比例代表制选举系统。选举采用的是洪德法。在芬兰施行的是多党制，其中某个政党能在议会中取得多数席位的可能性不大，所以大多数的芬兰内阁是由多个政党组成的联合内阁。
欧洲议会选举每五年举行一次。在2014年欧洲议会选举中芬兰有13个席位。
芬兰市镇议会选举每四年举行一次。在奥兰自治区的市镇议会选举的同时也举办自治区议会选举。
马林内阁制定了一个新的选举类型—福利区议会选举，来选出芬兰21个福利区的议会。首次福利区议会选举在2022年1月举行。